# صیاد (فیلم ۱۹۸۵)
صیاد (به هندی: Saagar) فیلمی محصول سال ۱۹۸۵ و به کارگردانی رامش سیپی است. در این فیلم بازیگرانی همچون ریشی کاپور، کمال حسن، دیمپل کاپادیا، نادیرا، سعید جعفری، ساتیش کایشیک، ای. کی. هانگال ایفای نقش کرده‌اند.